# Entrichella erythranches
Entrichella erythranches is een vlinder uit de familie wespvlinders (Sesiidae), onderfamilie Tinthiinae.
Entrichella erythranches is voor het eerst wetenschappelijk beschreven door Meyrick in 1926. De soort komt voor in het Oriëntaals gebied.